# Технічний нагляд
Те́хнічний на́гляд — це контроль за виконанням робіт та використанням матеріальних ресурсів відповідно до встановлених вимог, здійснюється протягом усього періоду будівництва.